# NGC 2689
NGC 2689 is een lensvormig sterrenstelsel in het sterrenbeeld Grote Beer. Het hemelobject werd op 11 maart 1858 ontdekt door de Ierse astronoom William Parsons.

## Synoniemen
- PGC 2333935